# Морозов, Сергей Тимофеевич
Серге́й Тимофе́евич Моро́зов (1860 или 1863, Москва — 1944, Париж) — русский предприниматель из московской купеческой династии Морозовых, меценат, организатор московского Музея кустарных изделий. Потомственный почётный гражданин, коллежский асессор. Директор-распорядитель Товарищества Никольской мануфактуры «Саввы Морозова сын и К°», однако «из-за своей нервной болезни не пожелал заниматься делом, а всецело отдался работе по Кустарному музею, на что тратил большие деньги, чтобы выдвинуть кустарное производство на надлежащую высоту по выработке и изяществу».

## Биография
До сих пор исследователи спорят о дате рождения Сергея Тимофеевича Морозова. По одним данным он родился в 1860 году — эта дата указана на надгробии. По другой версии, он является самым младшим сыном купца первой гильдии Тимофея Саввича Морозова и родился 27 июля (8 августа) 1863 года. Мать, Мария Фёдоровна, урождённая Симонова, — дочь состоятельного московского купца-старообрядца.
Сергей Морозов в 1881 году окончил Московскую 4-ю гимназию вместе с братом Саввой и поступил на университетское отделение Московского лицея в память цесаревича Николая. Затем учился на юридическом факультете Московского университета, который окончил в 1887 году кандидатом права.

## Кустарный музей
В 1883 году стал одним из учредителей Русского гимнастического общества.
Музей кустарных изделий (Торгово-промышленный музей кустарных изделий Московского губернского земства) был основан в 1885 году Московским губернским земством. Первоначально здание музея разместилось во флигеле особняка В. Я. Лепешкиной на углу Знаменки и Ваганьковского переулка (не сохранился). В 1890 году С. Т. Морозов принимает должность заведующего Кустарным музеем и в 1903 году переводит музей в специально оборудованное здание в Леонтьевском переулке, д. 7 (С. Т. Морозов купил 2-этажное здание у А. И. Мамонтова и значительно расширил его). Музей существовал не только на средства земства, но и на личные средства почетного попечителя музея Сергея Тимофеевича Морозова.
В 1910 году предложил радикальную программу переустройства кустарного дела Московского земства, важной составляющей которой являлась реорганизация Кустарного музея, в котором создавались три самостоятельных подразделения: бюро по содействию промыслам, торговое отделение и «Музей образцов». Во главе «Музея образцов» — своеобразной художественно-экспериментальной лабораторией, стоял художник Н. Д. Бартрам. В задачи этого отдела входила собирательная работа, популяризация промыслов, контакты с мастерами, организация выставок и разработка образцов изделий для промыслов. Важнейшим направлением в работе Кустарного музея являлся поиск новых форм развития для кустарных промыслов. Наиболее яркие в художественном отношении центры промыслов становятся теперь объектами творческой поддержки Кустарного музея.
Одной из главных целей Кустарного музея С. Т. Морозов считал улучшение снабжения кустарей образцами и рисунками, с помощью которых совершенствовались изделия промыслов. В связи с этим он начинает пополнять коллекцию музея на свои средства, собирая памятники русской старины — декоративно-прикладное искусство XVII—XIX веков. Собранные образцы, концентрирующие в себе общеэстетические свойства русской традиционной культуры, являлись образцами для художников, разрабатывающих на их основе эскизы новых изделий. Сергей Морозов ставил целью, наряду с экономическим укреплением промыслов, сохранить особенности кустарных изделий — их национальный характер, традиции древней культуры. Н. Д. Бартрам и работавшие с ним художники целенаправленно занимались поисками новой функции и нового культурного содержания традиционных промысловых вещей в сочетании с совершенствованием их потребительских свойств.
После Октябрьской революции кустарный музей был переименован в Музей народного искусства им. Сергея Тимофеевича Морозова — НИИ художественной промышленности (ныне Фонд народных художественных промыслов РФ).

## Меценат
В 1898 году вместе с братом Саввой и другими московскими купцами-меценатами учредил Общедоступный театр (внёс 2000 рублей), будущий Московский художественный театр. В 1900 году состоял при Художественном музее имени императора Александра II, Стрекаловской школе для портных, Строгановском центральном училище технического рисования, в Комитете по устройству музея изящных искусств, проживал в собственном доме на Поварской. Был членом-учредителем Комитета для устройства Музея изящных искусств при Московском университете (1898). Известен портрет Сергея Морозова работы А. С. Голубкиной. Финансировал журнал «Мир искусства». Оказывал поддержку И. И. Левитану, сам писал пейзажи. Интересовался музыкой.
На средства С. Т. Морозова в Старо-Екатерининской больнице архитектором А. И. Германом выстроено здание родовспомогательного приюта его имени на 74 койки (открыт 15 мая 1909 года).

### Жизненный путь
Согласно новейшей «Московской энциклопедии», Сергей Тимофеевич родился в Москве в старообрядческой купеческой семье Тимофея Саввича и Марии Фёдоровны Морозовых в 1863 году, в некоторых других публикациях указывается и 1860 год (тогда бы мы отмечали 150-летие его рождения). Детство прошло в просторной усадьбе родителей в Большом Трёхсвятительском переулке, у которых, помимо сыновей Саввы и Сергея, было четыре дочери: Анна, Алевтина, Александра и Юлия. О детстве морозовских детей интересно рассказано в книге «Савва Морозов», написанной И. В. Поткиной и Т. П. Морозовой, ещё одной правнучкой Саввы Тимофеевича. Сергей окончил Лицей им. цесаревича Николая, а затем юридический факультет Московского университета (Савва учился на естественном факультете). По окончании университета в 1887 году Сергей получил звание кандидата права, но куда больше его влекли другие дела. Он интересовался живописью, музыкой, коллекционированием, и художник А. М. Васнецов так отозвался о нём: «Морозов, сам пейзажист». Однако наибольшей известности Сергей Тимофеевич достиг в деятельности, направленной на поддержку кустарных промыслов, о чём будет сказано ниже.
Помимо этого он принимал активное участие в других областях культурной и художественной жизни страны. В частности, финансировал литературно-художественный журнал «Мир искусства», выпускавшийся писателями-символистами, что говорит о близости позиции Морозова к передовым идеям того времени. Он непосредственно помогал художникам, и наиболее ярко это проявилось в его отношениях с И. И. Левитаном. Сергей Тимофеевич приютил художника в своей мастерской при усадьбе в Б. Трёхсвятительском переулке, где тот жил и творил в течение 1892—1900 годов вплоть до своей смерти. Как вспоминал художник М. В. Нестеров, «в этой мастерской были написаны почти все лучшие картины художника, составившие его славу». Кстати, у Левитана есть картина «Замок», на которой запечатлён вид на загородную усадьбу С. Т. Морозова «Успенское» под Звенигородом (ныне здесь размещается отделение Центральной клинической больницы РАН).
В Москве он жил на Садово-Кудринской улице, но особняк не сохранился. Он находился рядом с нынешним домом-музеем Ф. И. Шаляпина, и о вероятном знакомстве между ними мы можем говорить как из-за этого соседства, так и потому, что певец бывал у Морозовых в Б. Трёхсвятительском переулке, где посещал Левитана. На Садово-Кудринскую выходит улица Спиридоновка, на которой располагался роскошный особняк Саввы Морозова (ныне Дом приёмом МИД РФ). Братьев сближали не только кровное родство и соседство, но и участие в совместных делах. Сергей сразу же поддержал Савву, когда тот в 1898 году стал учредителем и главным финансистом Московского художественного театра, обязанного своим рождением щедрой благотворительной помощи Морозовых и представителей других купеческих семей.
Так же быстро Сергей Морозов откликнулся на другое важное начинание тех лет — создание Музея изящных искусств (ныне Государственный музей изобразительных искусств им. А. С. Пушкина). Его имя значится в списке первых дарителей музея. В частности, он заказал за свой счёт в Берлине копии огромных фронтонных групп Зевса из греческой Олимпии, которые ныне экспонируются в 16-м зале Музея, а также подарил Музею свою коллекцию работ русских и западноевропейских живописцев. При открытии Музея изящных искусств им. Императора Александра III в 1912 году его основатель И. В. Цветаев отметил вклад С. Т. Морозова в дело создания музейной коллекции.
Он материально помогал также Строгановскому художественно-промышленному училищу, являясь членом его совета. После трагической гибели брата в 1905 году Сергей Тимофеевич вместе с матерью и сёстрами финансировал строительство двух корпусов при Старо-Екатерининской больнице (ныне МОНИКИ): крупнейшего в Москве родильного приюта, носившего имя его отца, Т. С. Морозова, и корпуса для нервнобольных им. Саввы Тимофеевича.
Он поддержал и другое начинание, предпринятое братом ещё в 1904 году — строительство Зимнего театра в Никольском. Естественно, ему были небезразличны семейные дела, связанные с текстильным производством. Ведь после смерти брата Сергей Тимофеевич стал директором-распорядителем Морозовской мануфактуры. После начала Первой мировой войны он пожертвовал двести тысяч рублей на нужды военного времени. Среди многих его благодеяний отметим ещё одно, быть может, не слишком крупное по сумме, но показывающее связь С. Т. Морозова с семейными религиозными традициями. В 1916 году он выделил одну из стипендий своего имени в институте Московской старообрядческой общины. Последовавшая затем революция круто изменили жизнь представителей многих купеческих семей, и этой участи не избежали и Морозовы.

### Кустарный музей
Примечательна история его создания. В 1882 году по инициативе Московского земства прошла Всероссийская выставка, на которой была представлена продукция кустарных мастерских и артелей Подмосковья, а также ряда центральных губерний. После её закрытия выставочные экспонаты приобрёл молодой Сергей Морозов, имевший для этого необходимые средства и обладавший, как и все его ближайшие родственники, паями Никольской мануфактуры. Прошло ещё несколько лет, и в 1885 году Москва пополнилась новым, Торгово-промышленным музеем кустарных изделий Московского губернского земства. Заведовал им сам Сергей Тимофеевич, а позже, в 1897 году он стал почётным попечителем Музея, продолжая его финансирование вместе с земством. Особенно ярко это сказалось при сооружении специального здания для экспозиции, поскольку до этого она ютилась во временных помещениях. На свои средства Морозов приобрёл владение в Леонтьевском переулке, 7 и перестроил здание в неорусском стиле. В 1903 году Музей переехал в новый двухэтажный особняк, сооружённый архитектором С. У. Соловьёвым, а через десять лет по проекту В. Н. Башкирова была сделана двухэтажная пристройка с мезонином для торгового отдела Музея.
В 1910 году Московское губернское ведомство, с которым активно сотрудничал С. Т. Морозов, приняло на основе его отчёта о содействии кустарной промышленности проект положения о Кустарном музее в Москве. Согласно этому положению, Музей состоял из музеев промыслов и образцов, торгового, кооперативного и технического отделов, столярно-резных и отделочных мастерских. Самым активным оказался торговый отдел, который наладил прямые связи с мастерами, минуя посредников. При отделе был открыт магазин, и продукция российских кустарей стала известна не только в стране, но и за рубежом. Более того, на Всемирной выставке в Париже в 1900 и 1904 годах она была удостоена Золотой медали и Гран-при, а в числе её экспонатов была показана «Матрёна». Так стала называться самая первая матрёшка, изготовленная в Музее мастером В. Звёздочкиным по образцу японской куклы.
Разумеется, оптовая и розничная торговля являлась лишь следствием той большой работы по развитию и совершенствованию кустарных промыслов, которую вели Музей и её попечитель. Огромное внимание уделялось собранию и коллекционированию образцов продукции отечественных мастеров, учёбе и подготовке новых кадров. При Музее работали разнообразные мастерские, в которых шлифовались навыки будущих мастеров и шёл поиск новых образцов продукции. Опытные и начинающие мастера снабжались материалами и орудиями труда торговым отделом Музея.
Сергей Тимофеевич постоянно поддерживал Кустарный музей, вкладывая свои средства и направляя его работу. Он финансировал также командировки специалистов по кустарным промыслам за границу. Выделял средства и на устройство земских учебных мастерских, первым из которых были корзиночная мастерская в Голицыно и игрушечная в Сергиевом Посаде, давшая здесь начало широкому производству игрушек. С. Т. Морозов основал фонд для кредитования кооперативного движения, передав с этой целью земству 100 тысяч рублей, а сам фонд получил его имя. Этот вклад в развитие кустарных промыслов получил высокую оценку, а журнал «Вестник кустарной промышленности», в частности, писал, что за годы своей деятельности на этом поприще Морозов «отдал на кустарное дело, вероятно, не один миллион рублей, а сколько он отдал ему души и мысли — это лучше нас в своё время сумеет оценить бесстрастный историк кустарного дела».
После революции все личные средства и имущество Морозовых были национализированы, а Кустарный музей под разными названиями продолжил работу по развитию кустарных промыслов. Сам Сергей Тимофеевич был оставлен при Музее консультантом по кустарному делу, однако в 1925 году он эмигрировал во Францию. Здесь он скромно жил вместе с женой Ольгой Васильевной Кривошеиной, сестрой царского министра земледелия Александра Васильевича Кривошеина. С. Т. Морозов умер в 1944 году и был похоронен в одной могиле со своей супругой на парижском кладбище Сент-Женевьев-де-Буа, ставшем своего рода «русским некрополем».

### Судьба Морозовской коллекции
В 1994 году, в год 50-летия смерти Морозова, было принято решение о воссоздании морозовского наследия в виде Музея народного искусства и сохранении его в историческом здании в Леонтьевском переулке. Пять лет спустя вышло распоряжение Правительства РФ, согласно которому Музей должен был продолжить существование как структурное подразделение Всероссийского музея декоративно-прикладного и народного искусства (Делегатская, 3), куда и была перевезена экспозиция морозовского музея. А в 2006 году появилось распоряжение Росимущества "О размещении федерального государственного учреждения культуры «Государственный академический хореографический ансамбль „Берёзка“ им. Н. С. Надеждиной» и государственного учреждения культуры «Государственный литературный музей» по адресу: Леонтьевский, 7", где остался лишь небольшой Музей матрёшки. Но в этом многословном названии ничего не говорится о морозовской коллекции. Что сталось с ней? С этим вопросом мы обратились к Главному хранителю Всероссийского музея декоративно-прикладного и народного искусства Ольге Михайловне Миловановой, которая выступала с докладом на эту тему в рамках упомянутого выше «Круглого стола». И вот что она рассказала:

— Действительно, история коллекции Кустарного музея оказалась непростой. Согласно распоряжению Правительства России от 5 августа 1999 года, эта коллекция, состоявшая из почти 68 тысяч единиц хранения, годом позже была перевезена в наш музей. Но надо отметить, что сохранилось название Музея народного искусства имени Сергея Тимофеевича Морозова, и этот Музей продолжает оставаться структурным подразделением Всероссийского музея. У него сохраняется также свой фонд, и целый ряд его экспонатов выставлен в разных залах нашего музея. Конечно, мы не можем с полной уверенностью сказать, какие из них имеют конкретное отношение к самому Морозову. С одной стороны, Кустарный музей продолжал пополняться и в советские годы, а с другой — не всё в прежнем музее было безупречно с точки зрения фиксации экспонатов. Поэтому у нас продолжается кропотливая работа по их идентификации, но если мы видим имя С. Т. Морозова на том или ином предмете, то в этом случае отпадают какие-либо сомнения в их принадлежности. То же самое можно сказать о нашей Научной библиотеке, носящей имя Морозова: что-то в библиотечный фонд поступило непосредственно от него, а чем-то библиотека пополнялась позже. Как бы то ни было, Сергей Тимофеевич Морозов сыграл огромную роль в деле собирания образцов народного искусства, многие из которых остались для нас первоисточниками, необходимыми для изучения истории развития кустарных промыслов в России. И отмечая 125-летие основания Кустарного музея, мы отдаём должное памяти этого необыкновенного человека и благотворителя, так много сделавшего на избранном им поприще.— Гамэр Баутдинов, Газета «Орехово-Зуевская правда», 14 января 2011 г.

## Эмиграция и смерть
В 1925 году вместе с женой покинул Россию. Жили Морозовы во Франции, скончались в Париже, Сергей Тимофеевич — 11 декабря 1944 года. Похоронены на старом участке кладбища Сент-Женевьев-де-Буа (могила № 848).

## Семья
Женился поздно, уже пожилым человеком, на Ольге Васильевне Кривошеиной (1866—1953), младшей сестре государственного деятеля А. В. Кривошеина. Детей у них не было, а заботились и любили они единственного племянника (внука) Никиту Кривошеина.